# جرج امیل پالاده
جرج امیل پالاده (به رومانیایی: George Emil Palade); (زاده ۱۹ نوامبر ۱۹۱۲ – درگذشته ۸ اکتبر ۲۰۰۸) زیست‌شناس یاخته‌ای رومانیایی بود. او را تاثیرگذارترین زیست‌شناس یاخته‌ای جهان نامیده‌اند. پالاده در سال ۱۹۷۴ جایزه نوبل فیزیولوژی و پزشکی را به همراه آلبرت کلود و کریستین دِدوو دریافت کرد.
اهدای جایزه نوبل به دلیل نوآوری آنها در زمینه بررسی میکروسکوپی الکترونی و جداسازی یاخته که منجر به بنیان‌گذاری زیست‌شناس یاخته‌ای مولکولی مدرن شد بود که مهم‌ترین دستاورد آن ریبوزوم شبکه آندوپلاسمی بود که پالاده در سال ۱۹۵۵ برای بار نخستین توصیفش کرد.